# Banne
Banne é uma comuna francesa na região administrativa de Auvérnia-Ródano-Alpes, no departamento de Ardèche. Estende-se por uma área de 32,68 km². Em 2010 a comuna tinha 685 habitantes (densidade: 21 hab./km²).